# Marius Guedin
 (avril 2020).
Si vous disposez d'ouvrages ou d'articles de référence ou si vous connaissez des sites web de qualité traitant du thème abordé ici, merci de compléter l'article en donnant les références utiles à sa vérifiabilité et en les liant à la section « Notes et références ».
Marius Guedin, né à Valay (Haute-Saône) le 22 octobre 1908 et mort à Arceau (Côte-d'Or) le 22 mai 1993, est un militaire français.

## Parcours militaire
Après son certificat d'études primaires, Marius Guedin est appelé pour effectuer son service militaire en 1929 dans l'armée d'occupation en Allemagne. Il demande à suivre le peloton d'élèves gradés. Sorti sergent, il est affecté au 21e R.I. à Dijon. Il est envoyé à Clermont-Ferrand pour y préparer le concours d'entrée à l'École nationale des sous-officiers d'active (ENSOA) de Saint-Maixent (Deux-Sèvres) . Il intègre l'ENSOA et est promu sous-lieutenant en 1939.  
Sa première affectation est le 60e régiment d'infanterie (60e R.I.) basé à Besançon. Il y est promu lieutenant et participe à la bataille de France en mai et juin 1940 en Alsace, sur la Somme puis dans l'Oise. Il est promu capitaine sur la ligne de feu à titre temporaire. À l'armistice du 22 juin 1940, le 60e R.I, réduit à quelques centaines de soldats, se trouve en Dordogne.  
Il est affecté au 41e régiment d'infanterie (41e R.I.), reconstitué à Brive le 28 août 1940 pour faire partie de l’Armée d’armistice. Il y est capitaine à titre définitif et commande la 8e compagnie jusqu'à la dissolution du régiment en novembre 1942, à l'invasion de la zone libre par les allemands (Opération Anton). Le matériel est stocké, les inventaires truqués. Un stock de cinquante fusils-mitrailleurs, de nombreux fusils et des dizaines de milliers de cartouches est constitué.

## Résistance
Il entre dans la Résistance sous le nom du « Capitaine Georges ». il devient responsable du maquis de l'Armée secrète (AS) en Corrèze et adjoint de son ami René Vaujour, responsable du Maquis du Limousin ou Région 5 (R5),.
En février 1943, il cache à son domicile avec son épouse, Aimée Guédin, Bernard Leitner et Rosa Leitner, juifs nés en Pologne et trouvés en fuite dans la forêt. Il sera avec son épouse reconnus « justes parmi les nations » le 18 mai 1989 par l'institut Yad Vashem de Jérusalem.
Le 15 août 1944, il organise la libération de Brive et reçoit avec 3 autres officiers la reddition de la garnison allemande,,. 
Guedin et Vaujour forment ensuite le Régiment de Marche Corrèze Limousin  au sein de la 1re Armée française, qui deviendra le 9e régiment de zouaves, qui entrera en Allemagne et ira jusqu'au nid d'aigle d'Hitler à Berchtesgaden le 4 mai 1945.

## Après la Seconde Guerre mondiale
Le général Guedin participe entre 1945 et 1947 à l'occupation pacifique en Autriche. il est stationné d'abord à Brégenz (Vorarlberg) puis à Innsbruck (Tyrol). Sollicité par les habitants de la vallée de Stubai, il participe à la construction d'une chapelle au lieu-dit de Ranalt (commune de Neustift) avec des prisonniers de guerre allemands.
Marius Guedin commande ensuite le 9e régiment de zouaves en Tunisie, où il sert durant la guerre d'Algérie. 
Après le putsch des généraux à Alger le 21 avril 1961, il est membre titulaire de la cour militaire de justice, présidée par le général Edgard de Larminat, chargée en juin 1962 de juger les officiers pustchistes,.
Il est maire d'Arceau (Côte d'Or) entre 1977 et 1983. 

### Décorations
- Commandeur de la Légion d'honneur
- Grand officier de l'ordre national du Mérite (1970)[12]
- Croix de guerre 1939–1945
- Médaille de la Résistance française